# Rowman & Littlefield
La Rowman & Littlefield Publishing Group es una casa editorial fundada en 1949.  Ofreciendo múltiples marcas editoriales, la compañía edita libros eruditos para el mercado académico, así como libros de para el mercado general. La compañía también posee la empresa distribuidora de libros estadounidense National Book Network basada en Lanham, Maryland.

## Historia
En 1988, University Press of America adquirió Rowman & Littlefield en 1988 y adoptó el nombre de su nueva subsidiaria. Desde el 2013, la empresa opera una subsidiaria londinense llamada Rowman & Littlefield International, la cual es editorialmente independiente y publica sólo libros académicos en Filosofía, Política & Relaciones Internacionales y "Estudios Culturales."
La empresa patrocina el Premio University Press of America, el único premio nacional de enseñanza en las ciencias políticas que se ofrece en los Estados Unidos. Es otorgado anualmente por la Asociación estadounidense de ciencias políticas a personas cuyas innovaciones han mejorado la pedagogía de las ciencias políticas.

## Marcas
- Alban (Adquirido 2014 del Alban Instituto)[2]
- AltaMira Prensa (adquirido 1999 de Publicaciones de SALVIA)
- Amadeus Libros (adquirido 2018 de Hal Leonard[3])
- Libros de & Cine de Teatro de aplauso (adquiridos 2018 de Hal Leonard[3])
- Ardsley Editores de casa, Inc.[4]
- Backbeat Libros (adquiridos 2018 de Hal Leonard[3])
- Bernan Prensa (adquirido 2008)
- Libros de bonificación
- Cowley Publicaciones (adquiridos 2007 de la Sociedad de St. John el Evangelista.)
- Sala general (adquirido 2000)
- Globo Pequot Prensa (adquirido 2014 de Morris Comunicaciones)[5]
  - Abajo Libros Del este (adquiridos por Rowman & Littlefield en 2013)[6]
  - Guías de halcón
  - Remiendo de grosella espinosa (adquirido 2015)[7]
  - Lyons Prensa
  - Botas embarradas (lanzados 2016)[8]
  - Prensa de piña (adquirido 2018)[9]
  - Stackpole Libros (adquiridos 2015)[10]
  - Taylor Comercio (adquirido por Rowman & Littlefield en 2001)[11][12]
    - Trabajos de puente (adquiridos 2000)
    - Cooper Prensa Cuadrada (fundado 1961 por Rowman & Littlefield, adquirió 1988 por UPA)
      - Northland Editorial backlist (adquirido en 2007)[13]
        - Incluyendo Aumentando Luna y Luna Aumentando imprints[14]

    - El Derrydale Prensa (adquirido 1999)
    - Madison Libros (fundado 1985 por UPA)
    - M. Evans (adquirido 2005)[15]
    - Roberts Rinehart (adquirido 2000)[16][17]

  - TwoDot Libros
- Institutos de gobierno (adquiridos 2004)
- Hal Leonard Libros (adquirido 2018 de Hal Leonard[3])
- Hamilton Libros (fundado 2003)
- Ivan R. Dee (Adquirido 1998)
- Jason Aronson (adquirido 2003)
- Lexington Libros (adquiridos 1998)
- Limelight Ediciones (adquiridos 2018 de Hal Leonard[3])
- Editores de Casa de la Madison (adquiridos 2000)
- Newbridge Editorial educativa (adquirido 2008 de Haights Cruz)
- Prometeo Libros (adquirido 2019)
- Rowman & Littlefield Educación o R&L Educación (anteriormente Technomic Libros, adquirió 1999)
- Rowman & Littlefield (Adquirido 1988 por UPA)
  - Libros de Turner del Philip (fundados 2009)
- Prensa de espantapájaros (adquirido 1995 por UPA de Grolier); fundado por Ralph R. Shaw[4][18]
- Sheed & Ward (fundado en el @1920s en Londres por Franco Sheed y su mujer, Maisie Ward, ambos prominente en el movimiento de Acción católico; adquirido 2002 de los Sacerdotes del Corazón Sagrado)[19]
- SR Libros (adquiridos 2004 de Recursos Eruditos, Inc., de Wilmington, Delaware)
- Sundance Editorial (adquirido 2008 de Haights Cruz)
- Prensa universitaria de América (fundado 1975)
- El Mundial Hoy Serie (adquirido 2011 de Stryker-Publicaciones de Correo)

## Distribución
- Bucknell Prensa universitaria
- Fairleigh Dickinson Prensa universitaria
- Lehigh Prensa universitaria
- Universidad de Prensa de Delaware
- Smithsonian Institución Prensa Erudita
- C&T Editorial